# Rutaceae. Fragmenta botanica
Rutaceae. Fragmenta botanica (abreviado Rutaceae) es un libro con descripciones botánicas que fue escrito por Heinrich Wilhelm Schott y editado en el año 1834.